# Joints & Jam
"Joints & Jam?" hip hop je pjesma američkog sastava Black Eyed Peas. Objavljena je kao drugi singl s albuma Behind the Front 9. studenog 1998. u izdanju Interscope Recordsa.

## O pjesmi
Pjesma je objavljena prije nego što se Fergie pridružila sastavu, a pjevačica na pjesmi je Kim Hill. Pjesma je korištena u soundtracku filma Bulworth. Remiks pjesme imena "That's the Joint" nalazi se na njihovom petom studijskom albumu The E.N.D.

## Videospot
Video počne scenom u kojoj jedan dječak glavom udari o kameru kojoj je sniman video. Will.i.am ga vidi i krene mu pomoći. Kada will pjeva refren, apl.de.ap i Taboo mu se pridružuju u kadru i odbacuju svoju hranu i piće. Kim Hill je prikazan tek u manjem dijelu videa. Na kraju videa počne svirati remiks pjesme "Fallin' Up", a will apl i Taboo plešu break dance.

## Popis pjesama
Europski CD singl
1. "Joints & Jam"
2. "Joints & Jam" (LP verzija)
3. "What It Is"
4. "Leave It All Behind"

EP s remiksevima
Strana A
1. "Joints & Jam" (Billion Mix - Main Mix)
2. "Joints & Jam" (Billion Mix - Instrumental)
3. "Joints & Jam" (Billion Mix - Accapella)

Strana B
1. "Joints & Jam" (The Joint - Main Mix)
2. "Joints & Jam" (The Joint - Instrumental)
3. "Joints & Jam" (Instant Flava Mix)

Britanski vinilni singl
Strana A
1. "Joints & Jam"
2. "Fallin' Up"

Strana B
1. "What It Is"
2. "Karma"

Američki CD singl
1. "Joints & Jam" (Billion Mix)
2. "Joints & Jam" (The Joint Mix)
3. "Joints & Jam" (Instant Flava Mix)

## Top ljestvice
| Top ljestvice (1998.)  | Najviša Pozicija |
| ---------------------- | ---------------- |
| Ujedinjeno Kraljevstvo | 53               |